# 幻影异闻录♯FE
《幻影异闻录♯FE》是一款Wii U平台的跨界电子角色扮演游戏，基于Atlus和Intelligent Systems各自的女神转生系列和火焰之纹章系列。游戏由Intelligent Systems授权并由Atlus负责开发，由任天堂于2015年12月26日在日本推出，2016年在西方推出。本作的日本地区销量约为3.3万份，有不少玩家认为Wii U自身的销量低迷限制了本作的销量。游戏在之后2019年9月5日透過任天堂直面會公佈在任天堂Switch平台移植加强版《幻影异闻录♯FE Encore》，於2020年1月17日发售并新增支持中文化内容。

## 开发
《幻影异闻录♯FE》首次公布于2013年1月23日播出的《任天堂直面会》，当时游戏公布的名称为《真女神转生X火焰之纹章》。最初的開發啟發是高田慎二郎與山上仁志等人雙方交流，有了兩方面合作的共識。在2013年發佈合作遊戲項目後，一段時間曾經打算神話化背景為題材以SRPG作為雙方合作遊戲的類型，但在開發有波折經過商討後有所轉變，變成以現代化的背景+神話人物化的火焰之紋章角色+演藝歌舞元素為題材，接近當時女神異聞錄玩法並加以改策為遊玩類型。最終定案成型作為開發方向，在2015年4月的《任天堂直面會》發表正式名稱為《幻影異聞錄♯FE》並公佈預定的發售日期。將遊戲項目定於該年年底聖誕節期間在日本發售，歐美地區則在半年後發售。
經過接近四年後，在2019年9月5日透過《任天堂直面會》公佈了《幻影異聞錄♯FE Encore》，作為在任天堂Switch平台移植的加強版遊戲，於2020年1月17日發售，本作同時支持中文同步發售。加強版以Encore命名，對比原來版本追加了全新曲目、新增系統服飾、新劇本、加入更多的MV演出內容等，並且追加社長舞子、導師巴利、偶像琪姬作為參戰成員，並各自有新劇本內容。值得一提的是Switch版本采用了欧美版本的游戏内容；相较于日本原版，游戏的欧美版在角色的衣着、台词以及“杀必死”等方面进行了比较多的保守向修改。而任天堂方面也对最初在日版的宣传中展示的是本作的日版截图所可能产生的误导表示歉意，并将开放对购买预载了日版游戏的玩家退款渠道。

## 登場人物

### 主要角色群
*蒼井 樹（聲：木村良平）
本作男主角、故事主人公，卷入事件導致覺醒成為幻影主人，並且其後被拉入藝能偶像事務所【福圖娜娛樂】。
庫洛武（聲：杉田智和）
異世界某國的王子，跟其他來自異界幻影一樣失去記憶，作為幻影幫助樹共同前進。

*織部 翼（聲：水瀨祈）
本作女主角，與樹同樣卷入事件覺醒成為幻影主人，為人做事盡努力以赴、行動派女子，為事務所新人偶像，非常仰慕「Kiria」。
希達（聲：早見沙織）
異世界某國的公主，同樣失去記憶幫助翼，相處上像姐姐一樣為她提供方向。

*黑乃 霧亞（聲：南條愛乃）
偶像名稱「Kiria」、出道有一定資歷有大量粉絲支持者，為事務所的前輩級偶像。對於樹是前輩般的指導存在，翼更是她的深度粉絲。
撒拉（聲：阿久津加菜）
來自異世界某國、與其他幻影同樣失去記憶，相遇以來一直輔助已覺醒為幻影主人的霧亞。
- 赤城 斗馬（聲：小野友樹）

與樹及翼相識，為事務所偶像，後來同樣卷入事件覺醒成為幻影主人，能屈能伸的開朗派、可靠穩重，對於演出特攝相關工作充滿期盼。
凱因（聲：増田俊樹）
來自異世界某國，與其他幻影同樣失去記憶，有熱心的騎士精神，對於需處理判斷的事情則會冷靜。

*弓弦 艾莉歐諾拉（聲：佐倉綾音）
通常稱呼她為「艾莉」、出道一定時間有北歐血統的演員，副有應對社會職場經驗，善於照顧後輩，成為好莱坞演員是她的夢想。
維沃爾（聲：小上裕通）
來自異世界某國、與其他幻影同樣失去記憶，重視貴族精神對待他人保持以禮相待。

*源 真守（聲：福原香織）
通常稱呼她為「小守」、作為童星出道在演藝界活躍，很懂得觀察氣氛偶爾會有在需要時吶喊說話，對昭和時代的歌謡及衣著相當熱衷。
多加（聲：竹内良太）
來自異世界某國、與其他幻影同樣失去記憶，個性沉穩冷靜。

*劍 彌代（聲：細谷佳正）
無論在歌舞還是演出都在演藝界活躍，對於幻影主人事件暗中探查，對待一切演藝工作都全神貫注認為演藝已是他的所有。
拿巴爾（聲：子安武人）
來自異世界某國，與其他幻影同樣失去記憶，處事簡潔不會多言。

*志摩崎 舞子（聲：小清水亞美）
樹及翼所屬的事務所社長、過去曾經在演藝界相當活躍甚有名氣，現時主要經營事務所工作。
*巴里・古德曼（聲：中村悠一）
精通歌舞訓練導師、過去曾經是演藝界相當活躍的歌舞能手，現時以歌舞指導或訓練新人偶像為主。
*琪姬（聲：諸星堇）
在網絡甚有的人氣的偶像，以「Tiki」為名的虛擬偶像，歌曲以VOCALOID偶像歌曲為主。

## 登場角色演繹歌曲
- 以下僅為遊戲中的部分歌曲[10]

＊個人歌曲相關
Kiria (聲優-南條愛乃)
1. Reincarnation [11]
2. 迷路

織部翼 (聲優-水瀨祈)
1. 朋友以上，戀人未滿。（More Than A Friend, Less Than Lovers）
2. Feel
3. Fly～你这道风～（Wind That Fly ~ Kimi ~）

源真守 (聲優-福原香織)
1. 雨声的Memory
2. 穿越隧道

Tiki (聲優-諸星堇)
1. Beastie Game
2. 不虚幻的世界（Not A Phantom World）

劍彌代 (聲優-細谷佳正)
1. BLACK RAIN
2. Under the moon

赤城斗馬 (聲優-小野友樹)
躍動! 凰牙!!!（Nn Pu Ji Ya! Phoenix Teeth!!!）
＊合唱歌曲相關
弓弦艾莉歐諾拉 (聲優-佐倉綾音) / 織部翼 (聲優-水瀨祈)
夢想☆捕手（Dream☆Catcher）
Kiria (聲優-南條愛乃) / 織部翼 (聲優-水瀨祈)
Give me!!
She is...
蒼井樹 (聲優-木村良平) / Kiria (聲優-南條愛乃) / 弓弦艾莉歐諾拉 (聲優-佐倉綾音) / 劍彌代 (聲優-細谷佳正 / Tiki (聲優-諸星堇)
織部翼 (聲優-水瀨祈) / 志摩崎舞子 (聲優-小清水亞美 / 赤城斗馬 (聲優-小野友樹 / 源守 (聲優-福原香織) / 巴里‧古德曼 (聲優-中村悠一)
1. Smile Smile
2. 火焰之紋章~光之戲曲~